# Anodonthyla jeanbai
Anodonthyla jeanbai Vences, Glaw, Köhler and Wollenberg, 2010 è una rana della famiglia Microhylidae, endemica del Madagascar.

## Descrizione
Questo microilide ha una lunghezza di 14–20 mm e si caratterizza per una testa stretta e allungata.

Un carattere presente in A. jeanbai, e assente nelle altre specie di Anodonthyla, è una corta piega tubercolare che dall'occhio si dirige verso il centro del dorso, terminando in corrispondenza dell'inserzione della zampa anteriore.

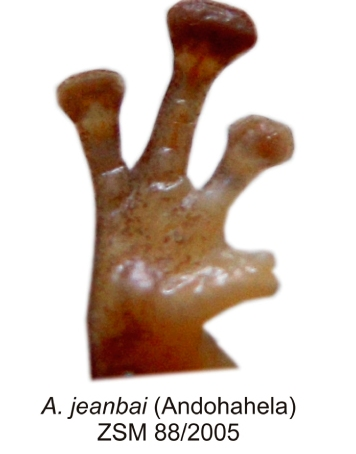
Dettaglio delle dita

La colorazione del dorso varia dall'arancio al bruno, con disegni estremamente variabili, mentre il ventre ha una caratteristica colorazione giallastra (carattere presente solo, tra le altre specie del genere, in A. moramora; tutte le altre specie hanno il ventre dal bianco al grigio).

Il timpano è molto più pronunciato che nelle altre specie, mentre il sacco vocale è assente.

Altro carattere distintivo è un primo dito estremamente corto, quasi della stessa lunghezza del rudimentale prepollex e scarsamente distinto da quest'ultimo.

## Distribuzione e habitat
La specie ha un areale ristretto al parco nazionale di Andohahela, all'estremo meridionale del Madagascar, nella provincia di Toliara.

## Biologia
È una specie arboricola, le cui abitudini sono a tutt'oggi poco note.
Il suo richiamo non è mai stato registrato.